# Жорж Диби
Жорж Диби (фр. Georges Duby; Париз, 7. октобар 1919 — Екс ан Прованс, 3. децембар 1996) је био француски историчар, стручњак за социјалну и економску историју средњовековне Европе. Диби се сматра једним од најзначајнијих медиевиста 20. века као и једним од најутицајнијих јавних интелектуалаца у Француској од 70-их година 20. века па све до своје смрти 1996. године.
Диби се у почетку бавио историјском географијом, да би се убрзо преоријентисао на историјске студије. Своје основне и докторске студије завршио је на Сорбони под менторством Шарла-Едмона Перина. Предавао је у Бесансону, Екс-ан Провансу и Паризу. Године 1987. постао је члан Француске академије, на позицији 26.